# Weltjugendtagskreuz

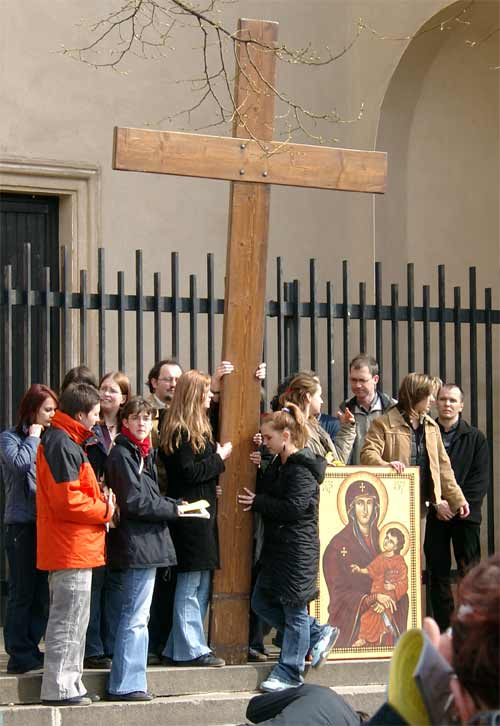
Das Weltjugendtagskreuz mit der Marienikone Salus Populi Romani

Das Weltjugendtagskreuz, auch Heilig-Jahr-Kreuz, Jubiläums-Kreuz oder Jugendkreuz, ist ein schlichtes Holzkreuz, das 1984 von Papst Johannes Paul II. den Jugendlichen der Welt geschenkt wurde und seither als Symbol der Weltjugendtage durch die ganze Welt reist. Begleitet wird es seit 2000 von einer Kopie der Marienikone Salus Populi Romani.

## Geschichte
Papst Johannes Paul II. ließ das 3,8 m hohe Kreuz anlässlich des „Heiligen Jahres der Erlösung 1983–1984“ errichten und neben dem Hauptaltar des Petersdoms aufstellen. Nach der Schließung der Heiligen Pforte während des Abschlussgottesdienstes des Heiligen Jahres am 22. April 1984, dem Ostersonntag, übergab er es den Jugendlichen der Welt.
Anschließend wurde das Kreuz in zahlreiche Länder gebracht und nahm an Jugendtreffen 1984 in Lourdes und 1985 in Prag teil. 1986 folgte der I. Weltjugendtag in Rom. Seitdem reiste das Kreuz durch alle Kontinente der Welt und zu den Weltjugendtagen.
Auf dem XV. Weltjugendtag 2000 in Rom übergab Johannes Paul II. der Jugend der Welt zusätzlich eine Kopie der Marienikone Salus Populi Romani aus der römischen Kirche Santa Maria Maggiore, die seitdem das Weltjugendtagskreuz begleitet.
Kanadische Jugendliche brachten das Kreuz am Palmsonntag 2003 nach Rom, wo es durch Johannes Paul II. einer Delegation deutscher Jugendlicher übergeben wurde. Anschließend reiste das Kreuz durch Europa und alle deutschen Diözesen, um zum Weltjugendtag 2005 in Köln einzutreffen.
Am Palmsonntag 2006 wurde es in Rom auf dem Petersplatz gemäß der Tradition von deutschen Jugendlichen an die Jugend Australiens weitergegeben, wo in Sydney 2008 der XXIII. Weltjugendtag stattfand. Nach den Weltjugendtagen 2011 in Madrid, 2013 in Rio de Janeiro und 2016 in Krakau, war das nächste Ziel des Weltjugendtagskreuzes Panama. Dort fand im Jahr 2019 der nächste große Weltjugendtag statt.

## Original und Kopie

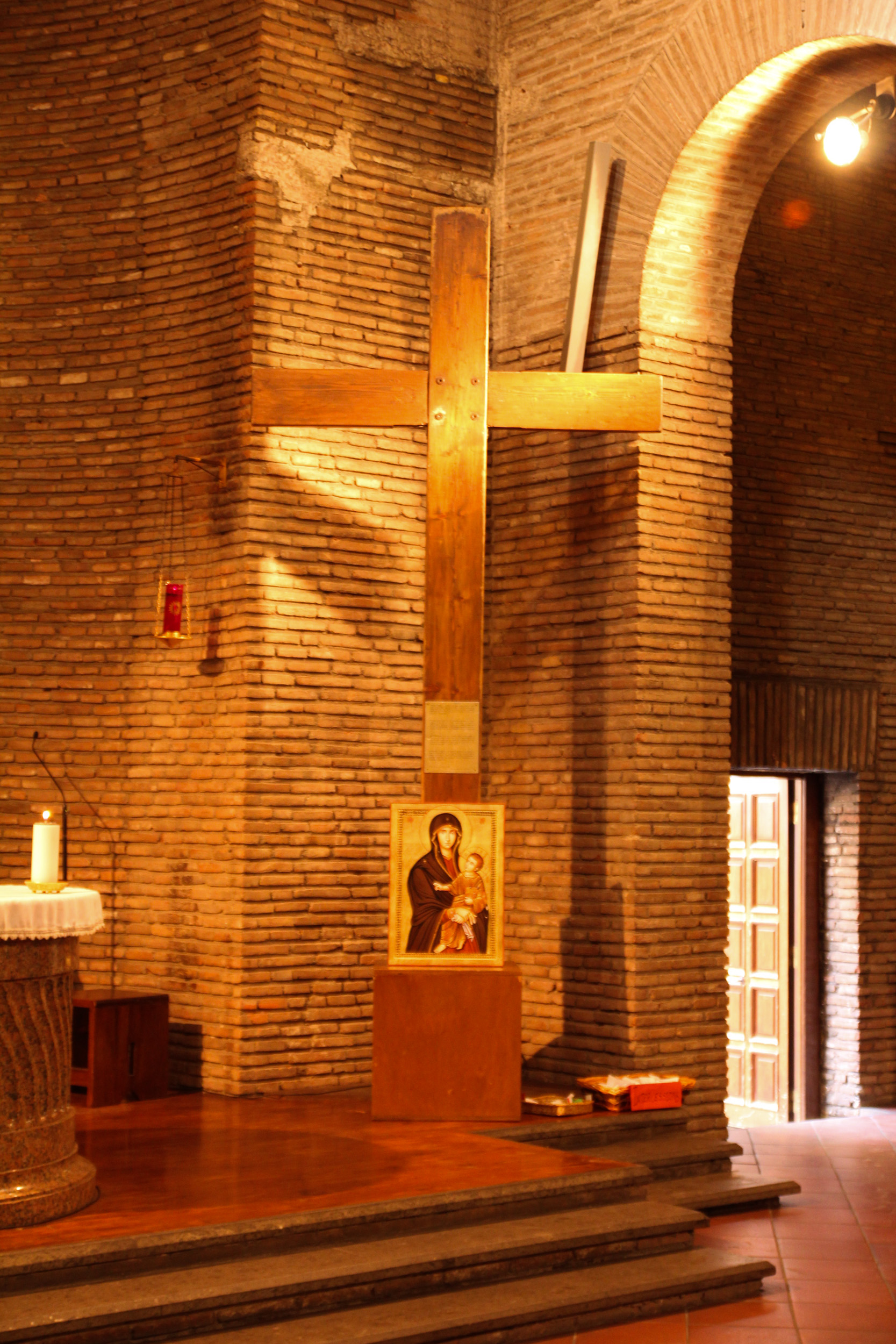
Weltjugendtagskreuz und -ikone in San Lorenzo in Piscibus.

Durch die ständigen Transporte ist das Material starken Belastungen ausgesetzt und das Kreuz befand sich 1996 in einem derart schlechten Zustand, dass es durch eine Kopie ersetzt wurde.
Auch das neue Kreuz blieb nicht unbeschadet und während des Weltjugendtages 2005 war eine Reparatur notwendig, da das Kreuz am 18. August vom Wind umgeworfen worden und einer der Arme abgebrochen war. Es wurde durch ein Metallteil verstärkt. Bei der Übergabe des Kreuzes am Palmsonntag 2006 war das Kreuz grundlegend restauriert und der gebrochene Querbalken ersetzt worden.
Das Originalkreuz aus dem Jahr 1984 mit dem Querbalken der ersten Kopie von 1996 wird in der Kapelle des Jugendzentrums San Lorenzo wenige hundert Meter vom Petersdom entfernt aufbewahrt und regelmäßig zu Veranstaltungen auch außerhalb des Zentrums genutzt. Auch die Kopie wird, wenn sie nicht auf Reisen ist, im Jugendzentrum verwahrt.

## Inschrift

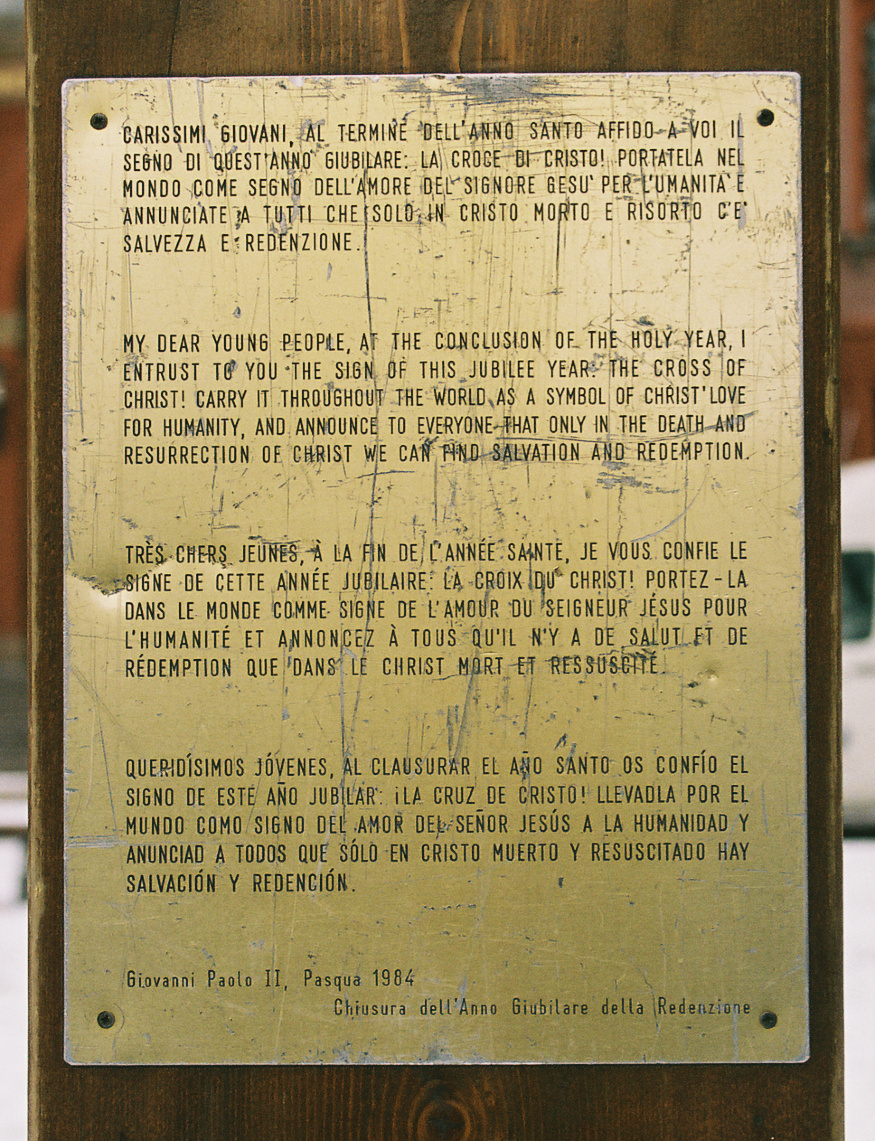
Inschrift auf dem Kreuz

Die Übersetzung der Inschrift des Weltjugendtagskreuzes lautet:

“My dear young people, at the conclusion of the Holy Year, I entrust to you the sign of this Jubilee Year: the Cross of Christ! Carry it throughout the world as a symbol of Christ’s love for humanity, and announce to everyone that only in the death and resurrection of Christ can we find salvation and redemption.”

„Meine lieben Jugendliche, zum Abschluss des Heiligen Jahres vertraue ich euch das Zeichen dieses Jubiläumjahres an: das Kreuz Christi! Tragt es durch die ganze Welt als Symbol der Liebe Christi für die Menschen und verkündet allen, dass wir nur durch den Tod und die Auferstehung Jesu Heil und Erlösung finden können. Johannes Paul II., Ostern 1984, Abschluss des Jubeljahres der Erlösung“

Auf dem Originalkreuz findet sich eine leicht andere Inschrift. Dort ist von dem eigentlichen Zeichen („il segno stesso“, „the very sign“, „le signe même“ bzw. „el mismo signo“) die Rede. Zusätzlich findet sich dort der Text auch auf Deutsch und Polnisch.